# Kazimierz Dolny
Kazimierz Dolny este un oraș în Polonia. Orașul a fost ridicat în secolul al XIV-lea, pe ruta comercială a Vistulei.